# Baishi Airike Zhen
Baishi Airike Zhen (kinesiska: 拜什艾日克镇, 拜什艾日克) är en köping i Kina. Den ligger i den autonoma regionen Xinjiang, i den nordvästra delen av landet, omkring 680 kilometer sydväst om regionhuvudstaden Ürümqi. Antalet invånare är 36 982. Befolkningen består av 18 065 kvinnor och 18 917 män. Barn under 15 år utgör 27,0 %, vuxna 15-64 år 67 %, och äldre över 65 år 4,0 %.
Genomsnittlig årsnederbörd är 144 millimeter. Den regnigaste månaden är juli, med i genomsnitt 33 mm nederbörd, och den torraste är april, med 3 mm nederbörd.